# Dasna
Dasna è una suddivisione dell'India, classificata come nagar panchayat, di 24.428 abitanti, situata nel distretto di Ghaziabad, nello stato federato dell'Uttar Pradesh. In base al numero di abitanti la città rientra nella classe III (da 20.000 a 49.999 persone).

## Geografia fisica
La città è situata a 28° 40' 60 N e 77° 31' 60 E e ha un'altitudine di 206 m s.l.m..

## Società

### Evoluzione demografica
Al censimento del 2001 la popolazione di Dasna assommava a 24.428 persone, delle quali 13.085 maschi e 11.343 femmine. I bambini di età inferiore o uguale ai sei anni assommavano a 5.334, dei quali 2.815 maschi e 2.519 femmine. Infine, coloro che erano in grado di saper almeno leggere e scrivere erano 11.059, dei quali 7.378 maschi e 3.681 femmine.